# Vraagwoord
Een vraagwoord is een woordsoort in de taalkundige benoeming. Het is een functiewoord dat de inleiding vormt voor een vraag. Een vraagwoord is 
- een vragend voornaamwoord, zoals wie, wat, welk(e),
- een vragend bijwoord, zoals hoe, waar, wanneer,
- een vragend voornaamwoordelijk bijwoord, zoals waarom, waarmee, waarvan,
- of het vragende telwoord hoeveel.

Vraagwoorden worden vooral gebruikt voor het inleiden van vraagzinnen en van inhoudsbijzinnen die een indirecte vraag bevatten (bijvoorbeeld: Ik vraag me af waar dat gebleven is.).

## Vragend voornaamwoord
De belangrijkste Nederlandse vragende voornaamwoorden zijn:
- welk(e) (niet-menselijk of bijvoeglijk).
- wie, wiens en wier (menselijk).
- wat, wat voor een

Vragende voornaamwoorden kunnen in een zin zelfstandig of bijvoeglijk gebruikt worden.
- Welk gezelschapsspel speel je? (Welk is hier bijvoeglijk gebruikt.)
- Wat hoor ik daar? (Wat is hier zelfstandig gebruikt.)

## Andere talen
Sommige talen, zoals het Koreaans en Mongools, kennen het zogeheten proverbum, een vraagwoord dat het eigenlijke werkwoord vervangt:
- Nalssi-ga (weer-nominatief) eotteoh - seumni (beleefdheidsvorm) -kka (interrogatief suffix) (Koreaans: "Hoe is het weer?").

Het woord eotteoh - zonder de suffixen- betekent tegelijkertijd "hoe" en "zijn".
Sommige Keltische talen gebruiken een algemeen vraagwoord wanneer in de zin geen specifiek vragend voornaamwoord voorkomt:
- A bheil thu a’ leughadh leabhar? (Schots-Gaelisch: „Lees jij een boek?”; het werkwoord, bheil, heeft hier de voorwaardelijke vorm.)
- Dè tha thu a’ leughadh? („Wat lees jij?”; hetzelfde werkwoord staat hier in de aantonende wijs, tha. Het vraagwoord a verdwijnt.)

In het Latijn kon een optioneel partikel -ne gebruikt worden, dat veelal aan het woord werd gehecht waarover de vraag ging.
achterzetsel · bijwoord · ideofoon · lidwoord · naamwoord (bijvoeglijk · eigennaam · zelfstandig) · telwoord (hoofdtelwoord · rangtelwoord · telbijwoord) · tussenwerpsel · voegwoord · voornaamwoord (aanwijzend · betrekkelijk · bezittelijk · onbepaald · persoonlijk · temporeel · uitroepend · vragend · wederkerend · wederkerig) · voorzetsel · werkwoord